# 馬己仙峽
馬己仙峽（英語：Magazine Gap）是香港的一個山坳，位於香港島中半山及山頂區，其東面和西面分別有寶雲山及歌賦山，形成這個峽谷，海拔300米。
馬己仙峽是三條道路的交匯之處，分別是馬己仙峽道、山頂道和甘道。從馬己仙峽道而下，可以直抵中環一帶。

## 詞源
“馬己仙”來自英文Magazine，此處並非常見的“雜誌”義，而是指“軍火庫”，以道路所繞著的前英軍軍火庫命名。1863至1868年間英軍在該處建立火藥庫，到1905年又加建了第二座。製成的軍火由吊纜直接輸送至現時灣仔軍器廠街的軍器廠。
1. ↑  吳靄儀. . 2012-02-07  [2012-10-05]. （原始内容存档于2018-05-28）. （页面存档备份，存于）